# Khedr El-Kori
Khedr Abdallah Ali El-Kori – sudański piłkarz grający na pozycji obrońcy. W swojej karierze grał w reprezentacji Sudanu.

## Kariera klubowa
Swoją karierę piłkarską El-Kori rozpoczął w klubie Al-Ahli Wad Madani. Zadebiutował w nim w 1968 roku. W 1971 roku przeszedł do Al-Hilal Omdurman. Grał w nim do 1975 roku. W sezonie 1973 wywalczył z nim mistrzostwo Sudanu. W latach 1976–1982 grał w katarskim Ar-Rajjan SC, w którym zakończył karierę. Dwukrotnie wywalczył z nim mistrzostwo Kataru w sezonach 1977/1978 i 1981/1982.

## Kariera reprezentacyjna
W 1976 roku El-Kori został powołany do reprezentacji Sudanu na Puchar Narodów Afryki 1976. Wystąpił na nim w trzech meczach grupowych: z Marokiem (2:2), z Nigerią (0:1) i z Zairem (1:1).